# Campo di Ozieri e Pianure Comprese tra Tula e Oschiri
Campo di Ozieri e Pianure Comprese tra Tula e Oschiri este o arie protejată (arie specială de conservare — SAC, sit de importanță comunitară — SCI) din Italia întinsă pe o suprafață de 20.408 ha, integral pe uscat.

## Localizare
Centrul sitului Campo di Ozieri e Pianure Comprese tra Tula e Oschiri este situat la coordonatele 40°41′21″N 9°01′35″E / 40.689167°N 9.026389°E.

## Înființare
Situl Campo di Ozieri e Pianure Comprese tra Tula e Oschiri a fost declarat sit de importanță comunitară în septembrie 1995 pentru a proteja 3 specii de plante și 51 de specii de animale. Situl a fost protejat și ca arie specială de conservare în august 2019.

## Biodiversitate
Situată în ecoregiunea mediteraneană, aria protejată conține 13 habitate naturale: Păduri de Quercus suber, Pajiști umede mediteraneene cu ierburi înalte de Molinio-Holoschoenion, Dehesas cu Quercus spp. perene, Păduri de Quercus ilex și Quercus rotundifolia, Râuri mediteraneene cu debit permanent cu specii de Paspalo-Agrostidion și galerii riverane de Salix și de Populus alba, Ape stătătoare oligotrofe până la mezotrofe, cu vegetație de Littorelletea uniflorae și/sau de Isoëto-Nanojuncetea, Iazuri temporare mediteraneene, Ape oligotrofe în general din solurile nisipoase vest-mediteraneene, cu un conținut foarte redus de minerale, cu Isoetes spp., Phrygana endemică cu Euphorbio-Verbascion, Galerii de Salix alba și de Populus alba, Galerii și tufărișuri riverane sudice (Nerio-Tamaricetea și Securinegion tinctoriae), Pseudostepă cu ierburi și specii anuale de Thero-Brachypodietea, Păduri de Olea și Ceratonia.
La baza desemnării sitului se află mai multe specii protejate:
- plante (3): Carex panormitana, Linaria flava, Marsilea strigosa
- păsări (44): fluierar de munte (Actitis hypoleucos), pescăruș albastru (Alcedo atthis), Alectoris barbara, rață mare (Anas platyrhynchos), fâsă-de-câmp (Anthus campestris), acvilă de munte (Aquila chrysaetos), egretă mare (Ardea alba), stârc roșu (Ardea purpurea), stârc galben (Ardeola ralloides), rața moțată (Aythya fuligula), pasărea ogorului (Burhinus oedicnemus), ciocârlie-cu-degete-scurte (Calandrella brachydactyla), caprimulg (Caprimulgus europaeus), prundăraș de sărătură (Charadrius alexandrinus), chirichița cu obraz alb (Chlidonias hybrida), barză albă (Ciconia ciconia), barză neagră (Ciconia nigra), erete de stuf (Circus aeruginosus), erete vânăt (Circus cyaneus), erete cenușiu (Circus pygargus), dumbrăveancă (Coracias garrulus), egretă mică (Egretta garzetta), Falco eleonorae, șoim călător (Falco peregrinus), vânturel de seară (Falco vespertinus), cocor (Grus grus), piciorong (Himantopus himantopus), stârc pitic (Ixobrychus minutus), sfrâncioc roșiatic (Lanius collurio), ciocârlie de pădure (Lullula arborea), ciocârlie de bărăgan (Melanocorypha calandra), gaia neagră (Milvus migrans), gaia roșie (Milvus milvus), stârc de noapte (Nycticorax nycticorax), vultur pescar (Pandion haliaetus), viespar (Pernis apivorus), Phoenicopterus ruber, ploier auriu (Pluvialis apricaria), Sylvia sarda, silvie de tufiș (Sylvia undata), corcodel mic (Tachybaptus ruficollis), spârcaci (Tetrax tetrax), fluierar de mlaștină (Tringa glareola), nagâț (Vanellus vanellus)
- amfibieni (1): Discoglossus sardus
- nevertebrate (3): croitorul mare al stejarului (Cerambyx cerdo), Lindenia tetraphylla, Papilio hospiton
- reptile (3): țestoasa de baltă (Emys orbicularis), Euleptes europaea, țestoasă bănățeană (Testudo hermanni)

Pe lângă speciile protejate, pe teritoriul sitului au mai fost identificate 12 specii de plante, 57 de specii de păsări, 2 specii de amfibieni, 3 specii de nevertebrate, 3 specii de reptile.